# Европске филмске награде
Европске филмске награде додељује Европска филмска академија сваке године од 1988. Сврха награда је препознавање изврсности у европским филмским достигнућима. Постоје 19 категорија од којих је најважнија најбољи филм. Ограничене су на кинематографију у Европи и европске продуценте, редитеље и глумце. Службено су се звале и „Награде Феликс” до 1997. због карактеристичне статуе.
Од 1997, додела Европских филмских награда одржава се од почетка до средине децембра. Смењивала се од Берлина, у Немачкој у непарним годинама до других европских градова у парним годинама. Последња додела награда одржана је 7. децембра 2019. у Берлину.

## Процедуре награђивања
Дугометражни филмови који учествују у Европским филмским наградама морају бити намењени уобичајеном позоришном извођењу и у обавези су да имају прву званичну пројекцију (било на фестивалу или у биоскопу) после 1. јула прошле године. На основу избора од четрдесетак филмова који су препоручени за номинацију, чланови Европске филмске академије гласају за номинације у главним категоријама које су представљене почетком новембра на Севиљском европском филмском фестивалу. На основу номинација, чланови Европске филмске академије гласају за победнике који су објављени на Церемонији европских филмских награда почетком децембра.

## Испуњавање услова
Критеријуми по којима се филм квалификује европским заснивају се на Европској конвенцији о кинематографској копродукцији (додатак II) коју је издао Савет Европе. Ова дефиниција може се проширити и на израелска и палестинска дела и народности.
Кинематографско дело квалификује се европским ако освоји макар 15 бодова.
| Европски елементи           | Бодови          |
| Креативна група             | Креативна група |
| --------------------------- | --------------- |
| редитељ                     | 3               |
| сценариста                  | 3               |
| композитор                  | 1               |
| Извођачка група             |                 |
| прва улога                  | 3               |
| друга улога                 | 2               |
| трећа улога                 | 1               |
| Техничка група              |                 |
| камерман                    | 1               |
| сниматељ звука              | 1               |
| монтажер                    | 1               |
| уметнички директор          | 1               |
| студио или локација снимања | 1               |
| локација постпродукције     | 1               |

## Локације
До свечане доделе 2018, петнаест градова у десет земаља били су домаћини такмичења. Берлин је био град домаћин 14 пута, Потсдам 3 пута, а Париз 2 пута. Барселона, Бохум, Копенхаген, Глазгов, Лондон, Рига, Рим, Севиља, Талин, Валета, Варшава и Вроцлав били су домаћини једанпут.

## Категорије

### Тренутне категорије
- најбољи филм
- најбоља комедија
- европско откриће
- најбољи анимирани дугометражни филм
- најбољи краткометражни филм
- најбољи документарни филм
- најбољи редитељ
- најбољи глумац
- најбоља глумица
- најбољи композитор
- најбољи монтажер
- најбољи сценариста
- најбољи сценски дизајнер
- најбољи кинематограф
- најбољи копродуцент
- најбољи дизајнер звука
- најбољи костимограф
- најбоља шминка и фризура
- најбољи визуелни ефекти

### Награде публике
- награда за најбољи филм по избору публике
- награда младе публике
- универзитетска награда (по избору студената)

### Посебне награде
- животно достигнуће
- достигнуће у светској кинематографији

### Застареле награде
- најбољи неевропски филм
- најбољи млади филм
- најбољи глумац у споредној улози
- најбоља глумица у споредној улози
- најбоља споредна улога
- најбољи млади глумац или глумица
- награда за најбољег глумца по избору публике
- награда по избору публике за најбољу глумицу
- награда по избору публике за најбољег редитеља
- награда за изврсност
- награда критичара
- награда за заслуге
- почасна награда
- посебна награда жирија
- посебна награда Европског филмског друштва
- посебно помињање

### Предложене награде
- најбољи анимирани краткометражни филм
- најбољи играни краткометражни филм
- најбољи документарни краткометражни филм
- најбољи музички видео
- најбоља улога
- најбољи акциони или авантуристички филм
- најбоља монтажа звука
- најбоље миксовање звука
- најбољи сценариста — адаптирано
- најбољи сценариста — првобитно
- најбољи костимограф савремене кинематографије
- најбољи костимограф историјске кинематографије
- најбољи костимограф кинематографије нестварног света (научна фантастика/фантастика)
- најбољи сценски дизајнер савремене кинематографије
- најбољи сценски дизајнер историјске кинематографије
- најбољи сценски дизајнер кинематографије нестварног света (научна фантастика/фантастика)
- најбољи шминкер и фризер савремене кинематографије
- најбољи шминкер и фризер историјске кинематографије
- најбољи шминкер и фризер кинематографије нестварног света (научна фантастика/фантастика)
- најбољи кореограф
- најбоља оригинална песма
- најбољи постер
- најбољи ансамбл каскадера
- најбољи глумац — серија
- најбоља глумица — серија
- најбољи афрички филм
- најбољи латиноамерички филм
- најбољи северноамерички филм
- најбољи азијски филм
- најбољи блискоисточни и северноафрички филм
- најбољи аустралијски и тихоокеански филм

## Филмови са вишеструким победама
8 победа
- Миљеница (2019)

6 победа
- (2018+2019)
- Писац из сенке (2010)

5 победа
- Скривено (2005)
- Врати се (2006)
- Гомора (2008)
- Ида (2014)
- Тони Ердман (2016)
- Сквер (2017)

4 победе
- (1990)
- (1991)
- Плес у тами (2000)
- Чудесна судбина Амелије Пулен (2001)
- Причај са њом (2002)
- Збогом, Лењине! (2003)
- Љубав (2012)
- Велика лепота (2013)

3 победе
- (1992)
- Љубавници на мосту (1992)
- Кроз таласе (1996)
- Све о мојој мајци (1999)
- Бела трака (2009)
- Краљев говор (2011)
- Меланхолија (2011)
- Младост (2015)
- (2016)
- (2018)